# Carlos Humberto Almirón
Carlos Humberto Almirón (Villa Quinteros, 20 de enero de 1930-Buenos Aires, 16 de diciembre de 1999) fue un odontólogo y político argentino de Fuerza Republicana, que se desempeñó como senador nacional por la provincia de Tucumán entre 1995 y 1999, siendo elegido por la banca de la minoría.

## Biografía
Nació en la Villa Quinteros (Tucumán) en 1930, donde realizó sus estudios primarios. Asistió al secundario en Aguilares y en 1952 se recibió de odontólogo en la Facultad de Odontología de la Universidad Nacional de Córdoba, ejerciendo la profesión.
En política, fue uno de los fundadores del partido Fuerza Republicana del exgobernador de facto Antonio Domingo Bussi, desempeñándose como vicepresidente (a nivel provincial y nacional), vocal y presidente en el departamento Monteros. En 1994 fue asistente de Bussi en la reforma constitucional de ese año.
En las elecciones al Senado de 1995, fue elegido senador nacional por la provincia de Tucumán, para la tercera banca de la minoría instaurada tras la reforma constitucional del año anterior. Se desempeñó como vicepresidente de la comisión de Integración e integró como vocal las comisiones de Trabajo y Previsión Social; de Asistencia Social y Salud Pública; de Economías Regionales; de la Inversión; y de estudio del Régimen de Coparticipación Federal Impositiva. En febrero de 1998 fue elegido vicepresidente segundo del Senado, llegando a ocupar la presidencia de la cámara alta durante una sesión en mayo de ese año.
Su mandato finalizaba en 2001 pero no lo pudo completar debido a su fallecimiento en diciembre de 1999, víctima de un linfoma, a los 69 años, en la ciudad de Buenos Aires. Fue homenajeado por sus pares en el Senado días después. La banca quedó vacante hasta el fin del período, sin designarse un reemplazo. En 1995 Antonio Domingo Bussi había sido elegido senador suplente de Almirón, pero el diploma fue rechazado por la cámara.